# Antonio Gómez de Salazar
Antonio Gómez de Salazar Martínez de Illescas (Cartagena, 24 de gener de 1896 - Madrid, 1954) va ser un militar espanyol que va participar en la Guerra Civil Espanyola en el bàndol republicà. Es va destacar especialment pel seu comandaments militars en el sud de la península ibèrica.

## Biografia

### Guerra Civil
La primera notícia que hi ha d'ell és de novembre de 1936, on, amb el rang de comandant, està al capdavant de subsector d'Iznalloz del Sector de Granada. A mitjan desembre de 1936, amb l'Exèrcit del Sud ja creat, Gómez de Salazar segueix al capdavant del subsector d'Iznalloz.
A la fi de gener de 1937 és nomenat cap del subsector de Guadix, també en el Sector de Granada, en substitució de Gregorio Verdú Verdú; no obstant això, accidentalment ocuparà el càrrec de cap del Sector de Granada. Per Decret del 8 de març hi ha una modificació a l'Exèrcit del Sud, quedant Gómez de Salazar com a cap del Sector de Granada (anomenat també Sector Jaén-Granada).
A mitjan abril de 1937, com a evolució de l'exèrcit milicià i de columnes a un professional i divisionari, les unitats del Sector Jaén-Granada passen a formar les divisions 21a i 22a. Gómez de Salazar queda al capdavant d'ambdues, però pel fet que estava ferit i convalescent a Cartagena, queda al capdavant de la 22a, accidentalment, el comandant José Juan Saura, i (des del 7 de maig) el comandant Orad de la Torre. En la 21a Divisió va ser substituït pel comandant Martín Calvo Calvo el 30 de juny. Cap a mitjan 1937 va ascendir a tinent coronel per antiguitat en l'escalafó.
A la fi de setembre Prieto, ministre de Defensa Nacional, decideix reformar les Brigades Internacionals. Per a això, per decret del 27 de setembre, modifica la seva organització, intentant disminuir-hi la influència comunista. Gómez de Salazar serà nomenat segon cap de l'Estat Major de les Brigades Internacionals. El mes de desembre, va ser nomenat cap de la secció d'Operacions de l'Estat Major de l'acabat de crear Exèrcit d'Andalusia, on possiblement va passar la resta de la guerra.

### Postguerra
Finalitzada la contesa amb la victòria del bàndol revoltat en 1939, Gómez de Salazar és sotmès a Còrdova a un procediment sumaríssim del qual en surt absolt el 20 d'octubre. De tornada a la seva ciutat natal, refunda el Col·legi Hispània amb suport del mecenatge de la Caixa d'Estalvis i Mont de Pietat de Cartagena (precursora de la Caja Mediterráneo), qui l'erigeix com a director. En el centre s'encarregarà de les classes de Gimnàstica fins a 1942, quan es retira. En 1954 mor a Madrid al no superar una operació de càncer de pulmó.